# Lopérec
Lopérec (bret. Lopereg) – miejscowość i gmina we Francji, w regionie Bretania, w departamencie Finistère.
Według danych na rok 1990 gminę zamieszkiwały 723 osoby, a gęstość zaludnienia wynosiła 18 osób/km² (wśród 1269 gmin Bretanii Lopérec plasuje się na 709. miejscu pod względem liczby ludności, natomiast pod względem powierzchni na miejscu 145.).